# هاريسون هولغيت
هاريسون هولغيت (بالإنجليزية: Harrison Holgate)‏ هو لاعب كرة قدم بريطاني، ولد في 1 يوليو 2000 في ليدز في المملكة المتحدة.